# Else Hertzer

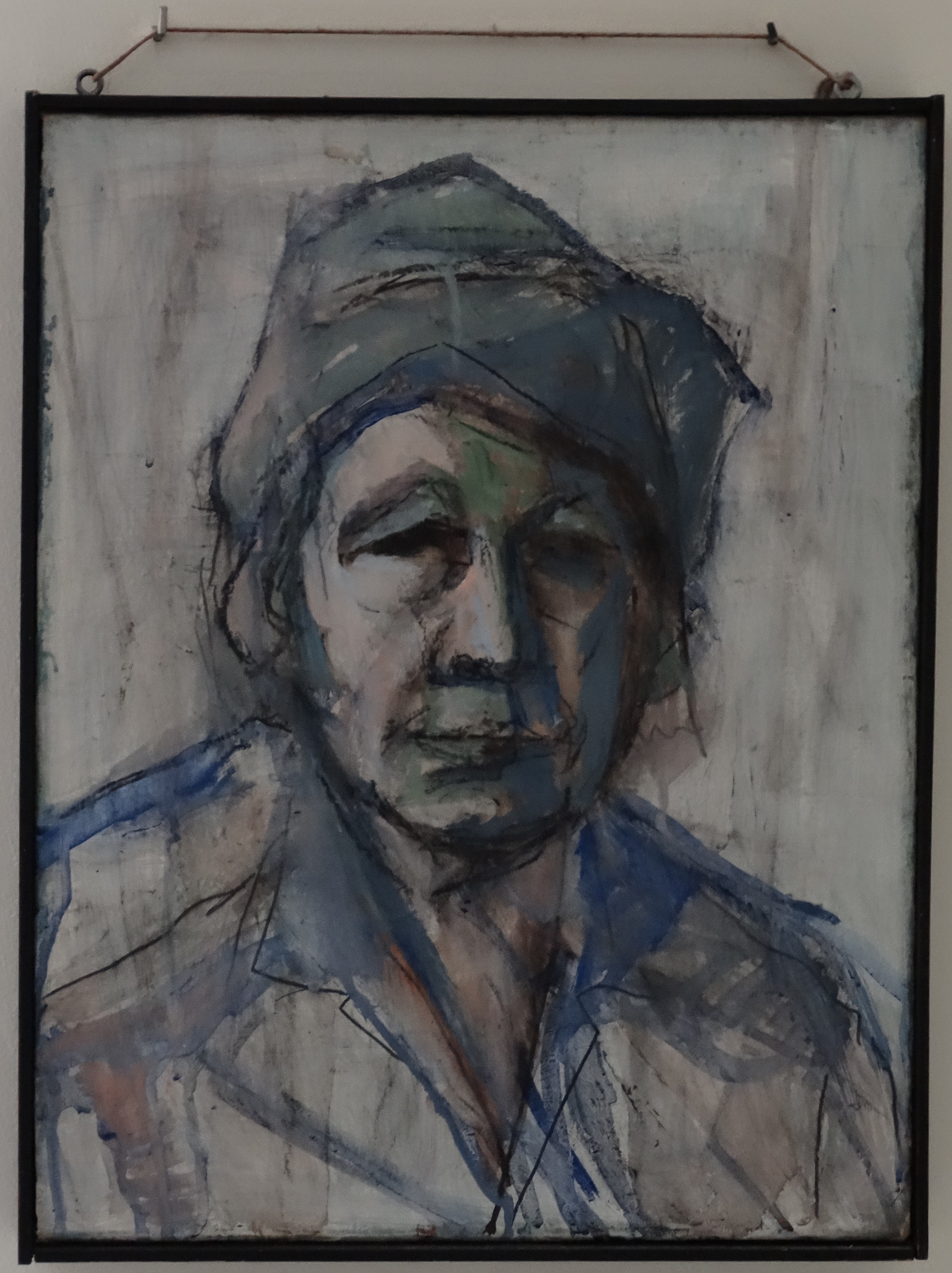
Autorretrato 1978

Else Hertzer (nacida el 24 de noviembre de 1884 en Wittenberg como Else Heintze; † el 9 de febrero de 1978 en Berlín) fue una pintora y artista gráfica alemana y una importante representante del expresionismo alemán. En las siete décadas en las que estuvo activa artísticamente, creó más de 215 pinturas al óleo y témperas, 310 acuarelas y numerosos dibujos, xilografías, aguafuertes a punta seca y otros grabados.

## Vida y obra

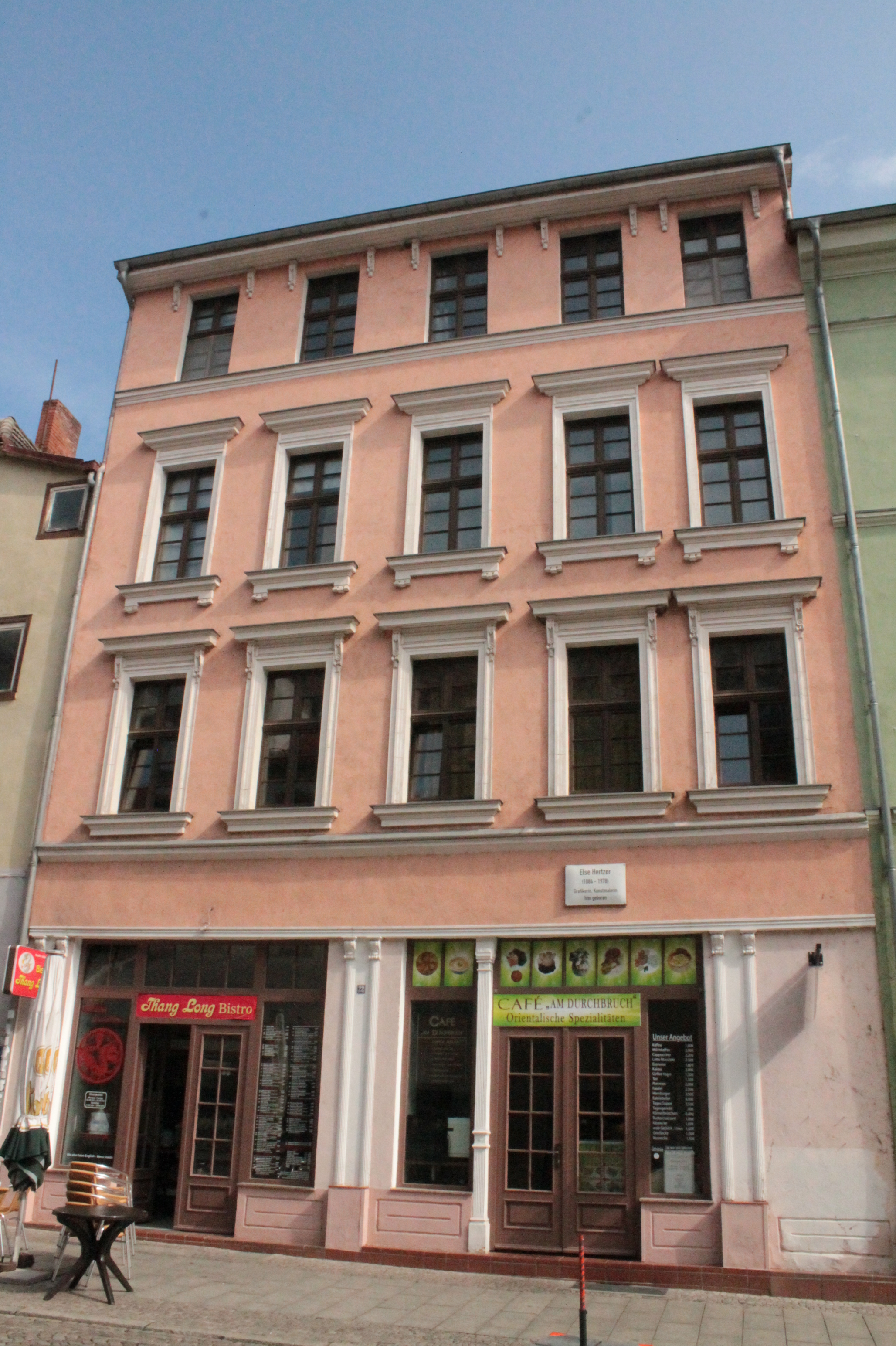
22 Collegienstrasse en Wittenberg

Cuando era niña Else dibujaba en invierno pequeñas figuras en la ventana helada del apartamento de sus padres en la Collegienstrasse 22 de Wittenberg, lo que provocó que uno de los cristales se rompiera, por lo que sus padres le regalaron una caja de pinturas. Antes de que Else Hertzer se casara en 1909 y ese mismo año dejara su ciudad natal de Wittenberg para vivir con su marido Otto en Berlín, ya había creado cuadros de paisajes técnicamente sofisticados con sus impresiones de los alrededores de su ciudad natal.
A partir de 1909, vivía en el barrio berlinés de Tiergarten  (inicialmente en la Altonaer Straße, y más tarde y hasta el final de su vida en la Dortmunder Straße 7), y se formó como pintora con George Mosson y en la Academia de las Artes de Berlín. Posteriormente en 1929 también recibió consejos de André Lhote en París.
Entre 1911 y 1913, Else Hertzer permaneció varias veces con su cuñado y su suegra en Buttstädt, Turingia. Allí creó más de treinta grabados a punta seca y pinturas al óleo. Ya en esta primera fase, algunos de estos cuadros de Buttstädt eran expresionistas, como la vista de una calle del pueblo con sombras violetas o el cuadro “Interior con mesa de libros” de 1912.
A partir de 1918, Else Hertzer participó durante varios años en las exposiciones de la Secesión de Berlín donde debutó con el cuadro “Frohnau”. En 1924, la editorial Partenón publicó una edición escrita a mano por Else Hertzer y con seis grabados en madera del antiguo Atlakvida, cada ejemplar del cual fue coloreado, numerado y firmado a mano por ella. La edición fue de 250 ejemplares. Ese mismo año, junto con la artista Ruth Laube, diseñó la leyenda "Sobre la fe alemana" escrita por Hugo von Waldeyer-Hartz. Ruth Laube creó dos grabados en madera en color y Else Hertzer diseñó los tipos de letra. Else Hertzer fue miembro de la Asociación de Artistas de Berlín (VdBK) desde 1928, fue miembro de la junta directiva durante dos años y secretaria de 1930 a 1933.
En cinco exposiciones berlinesas, que se presentaron en el Jardín Inglés o en la sede de Lützowplatz, destacaron motivos berlineses como el óleo "U-Bahnbau Spittelmarkt" (1918) e impresiones de numerosos viajes de estudios (Italia, España, Dalmacia) pero siempre se pueden ver obras con motivos de Wittenberg, incluidas dos de sus obras principales: los óleos “Pequeño puerto cerca de Wittenberg” (1935) y “Pappelallee vor Wittenberg” (1939).
El búnker pintado por Else Hertzer en la ciudad de Wittenberg en 1940/1941 ya no está en pie, pero lo dibujó en abril de 1945 y dentro del búnker había ocho pinturas al fresco en las paredes de gran formato. La historia de Wittenberg estaba representada en las cuatro paredes de 7 x 2,60 metros cada una. Mientras trabajaba en ellas, vivió con su madre, que enviudó a una edad temprana, en un edificio de estilo guillermino en la Lutherstrasse 9, que también albergaba temporalmente la escuela agrícola. Else Hertzer documentó la destrucción de la ciudad de Wittenberg en la primavera de 1945 con varias coloridas obras de arte, que se resumen en la carpeta "Wittenberg 1945". Este portafolio también incluye nueve retratos de prisioneros de guerra indús, cuyos nombres y lugar de origen fueron registrados en dos idiomas en cada retrato.
Con motivo del 90 cumpleaños de la artista, el diario berlinés Morgenpost escribió dos artículos sobre Else Hertzer y se maravilló de su Frische und Schaffenskraft im hohen Alter. Conservó su poder creativo hasta poco antes de su muerte el 9 de febrero de 1978. Las últimas obras de Hertzer consisten en composiciones abstractas, impresiones de Berlín, representaciones de animales exóticos y temas cristianos. Más recientemente, creó un autorretrato que quedó inacabado pero que aún muestra su gran madurez artística.
Algunas de sus obras gráficas con motivos de Wittenberg, así como gran parte de la carpeta “Wittenberg 1945”, pertenecen a las colecciones municipales de la Lutherstadt Wittenberg. Después de que en marzo de 2017 se devolvieran numerosos préstamos, en el fondo de la Berlinische Galerie sólo quedan cuatro obras de arte de Else Hertzer. Una edición de “Atlakvida” diseñada por Else Hertzer se encuentra en los fondos del Museo Lindenau de Altenburg, varios de sus estudios de color y una acuarela de 1946 se encuentran en los fondos de la Fundación Luther Memorial en Sajonia-Anhalt.
Desde noviembre de 2016, en la página web de la VdBK  existe una entrada sobre Else Hertzer que se puede consultar.

## Significado y recepción

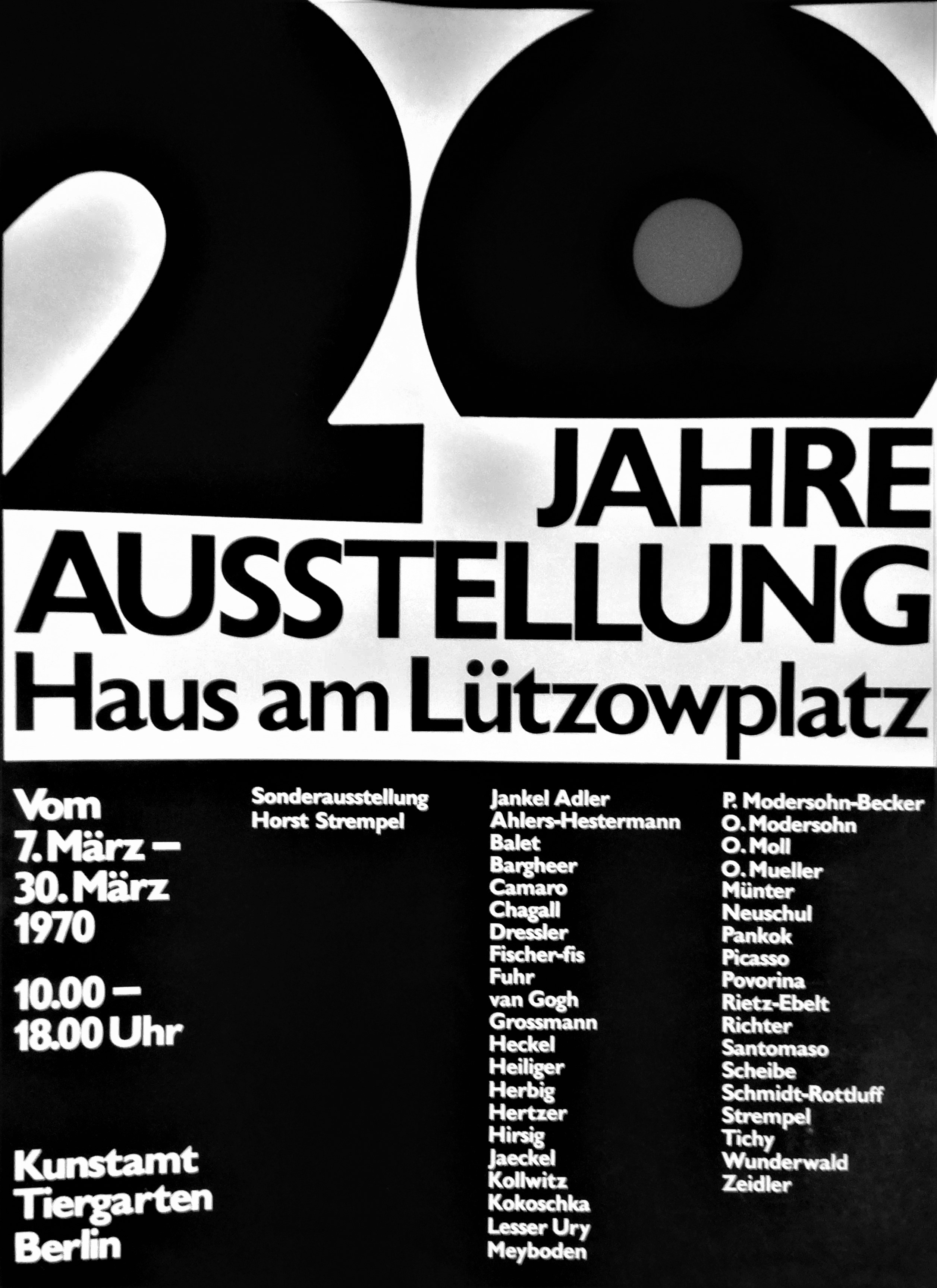
Cartel de exposición 1970

Con motivo de la exposición "La mujer que diseña", organizada por la Asociación Alemana de Ciudadanas cerca de Wertheim, en Berlín, el periódico Der Berliner Westen informó detalladamente sobre este acontecimiento el 19 de octubre de 1930.
En 1975, la historiadora del arte berlinesa Dorothee Trepplin destacó el 90 cumpleaños de Else Hertzer en el prólogo del catálogo de la exposición Cumpleaños, donde destacó "la Impresión de la versatilidad en el uso de los medios artísticos y la amplia gama de temas y estilos.“ La historiadora del arte Carola Muysers ha destacado especialmente la importancia de la primera fase creativa de Else Hertzer. En 1991 escribió en una carta al abogado Otfried Dyroff: "La obra de Else Hertzer era de mucha mayor calidad y mucho más "vanguardista" que la de la muy elogiada Gabriele Münter."
A pesar de la compra de varias obras importantes y la aceptación de numerosas obras de arte en préstamo por parte de la Berlinische Galerie a finales de los años 1970, hay que lamentar que ninguna de las obras de arte adquiridas está presente en la exposición permanente y algunos cuadros sólo han sido se ha mostrado por poco tiempo. En estas circunstancias y dado que la mayor parte del patrimonio artístico es de propiedad privada, la artista ha quedado en gran medida en el olvido tras su muerte.
Según el testamento de la artista, el también artista Hans Stein debía cuidar de su patrimonio artístico. A cambio, recibió una suma importante en efectivo, varias de sus obras de arte tempranas y herramientas como el caballete y la imprenta de Else Hertzer. Sin embargo, Hertzer sólo obtuvo nueva fama gracias a las publicaciones de Mathias Tietke sobre el legado artístico de Else Hertzer y a través de las exposiciones Treinta obras originales de los años 1907 a 1951 que comisarió en Coswig (Anhalt). La presencia de veinte pinturas de Else Hertzer en Wittenberg y la retrospectiva "Else Hertzer. The Versatile" en el Kunsthaus Apolda han devuelto la vida y obra de esta artista a la atención del público desde el otoño de 2015.

## Obras (selección)

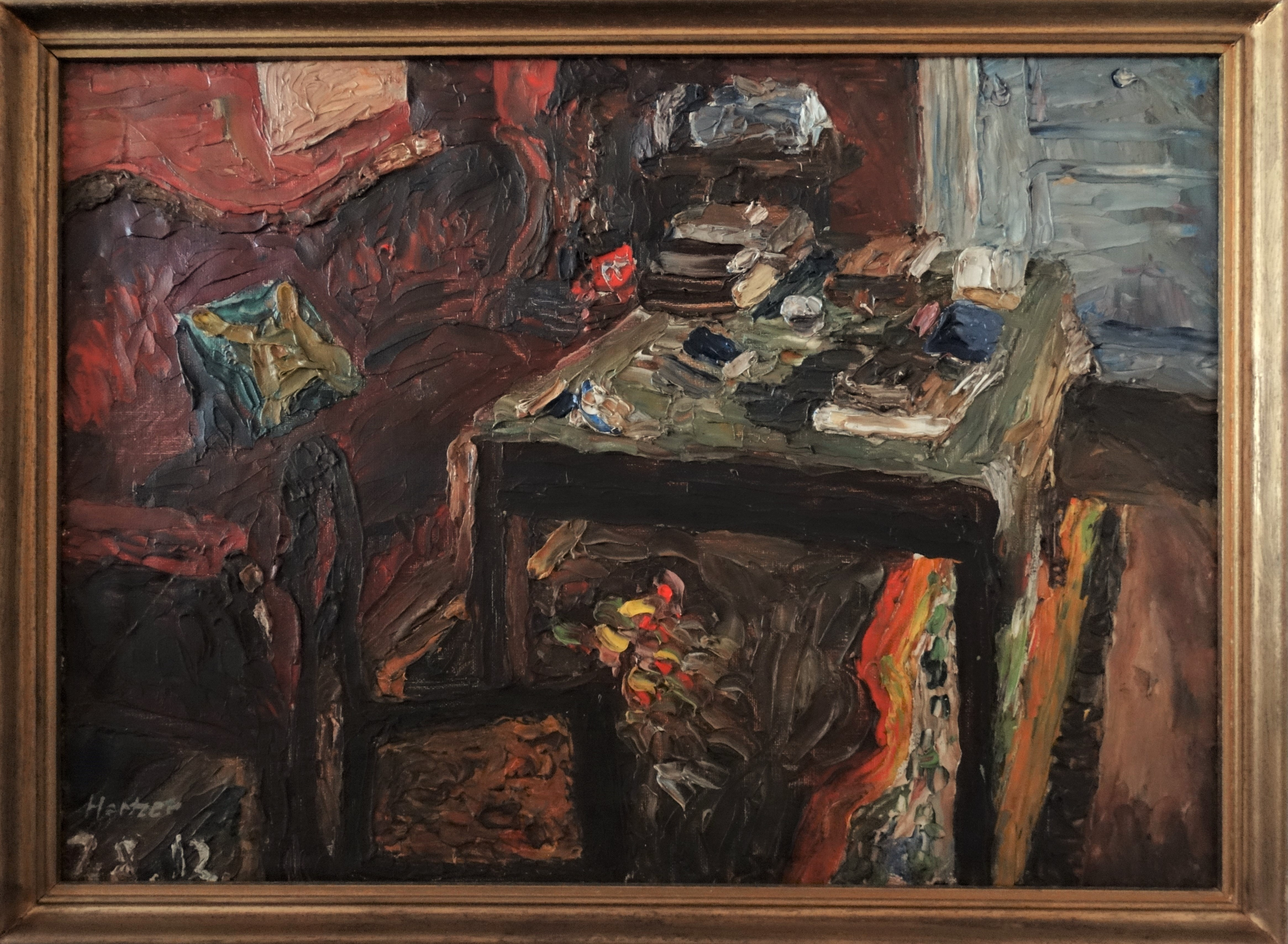
Interior con mesa de libros. 1912
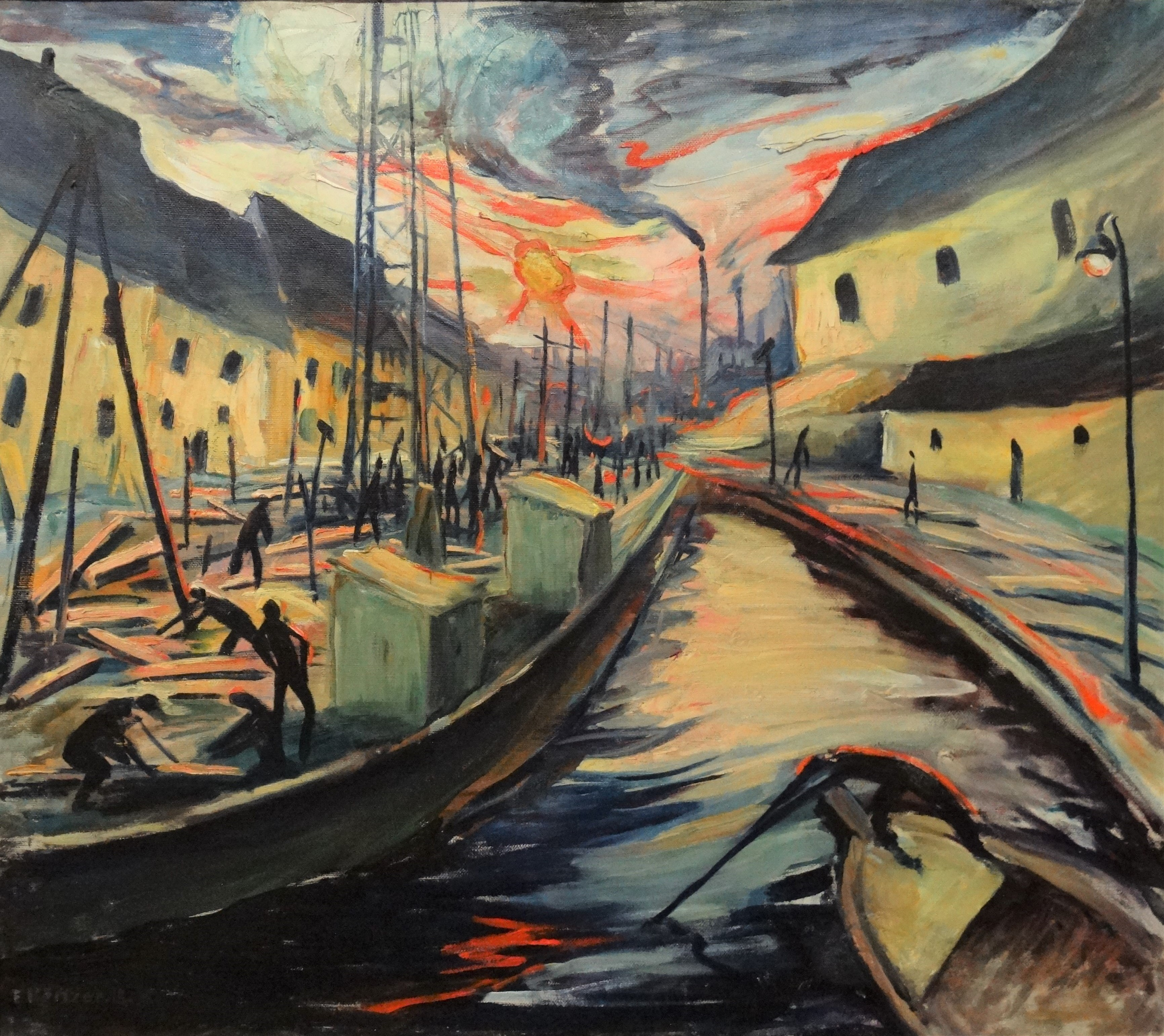
Muelle de Spittelmarkt 1918
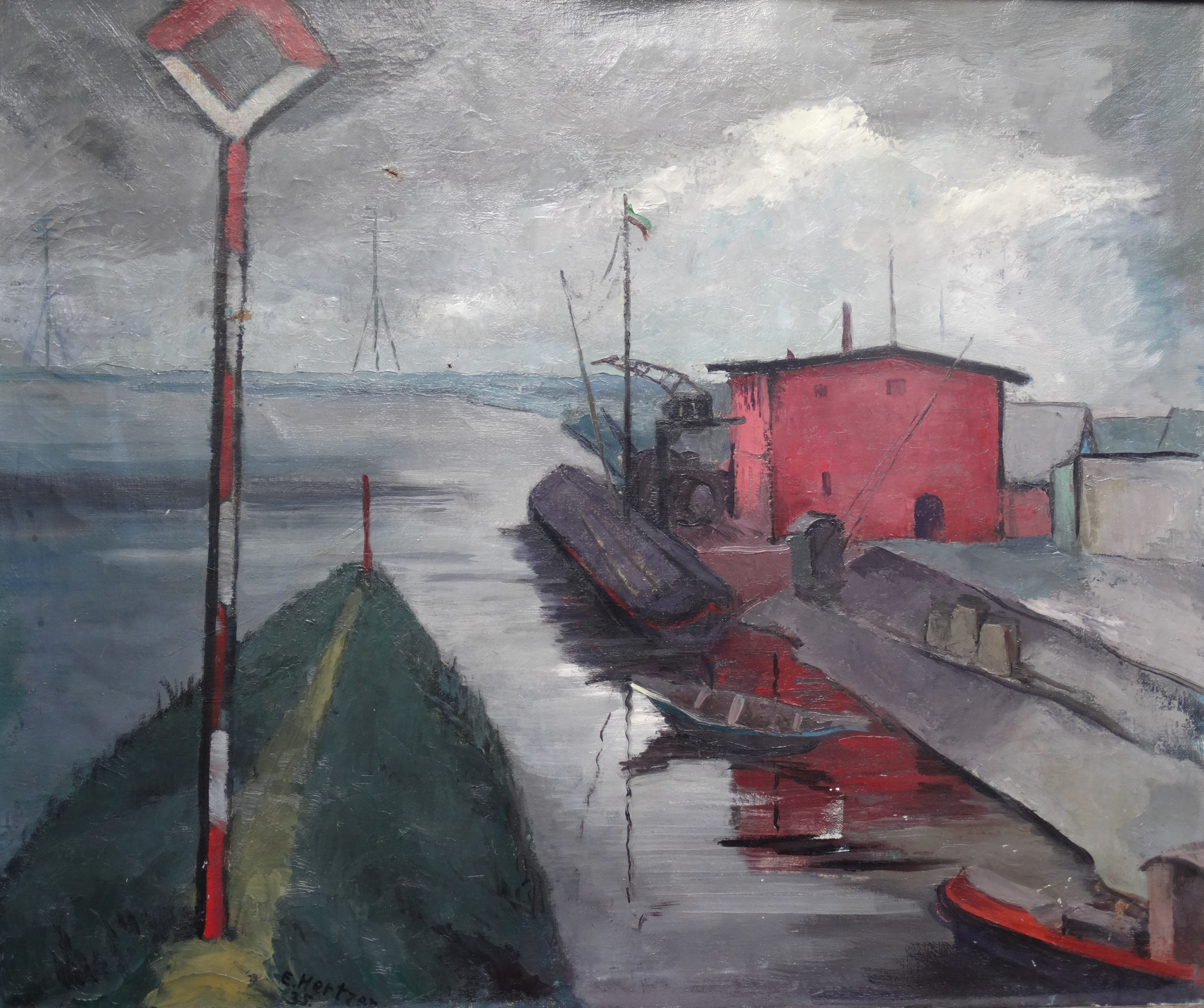
Pequeño puerto cerca de Wittenberg 1935
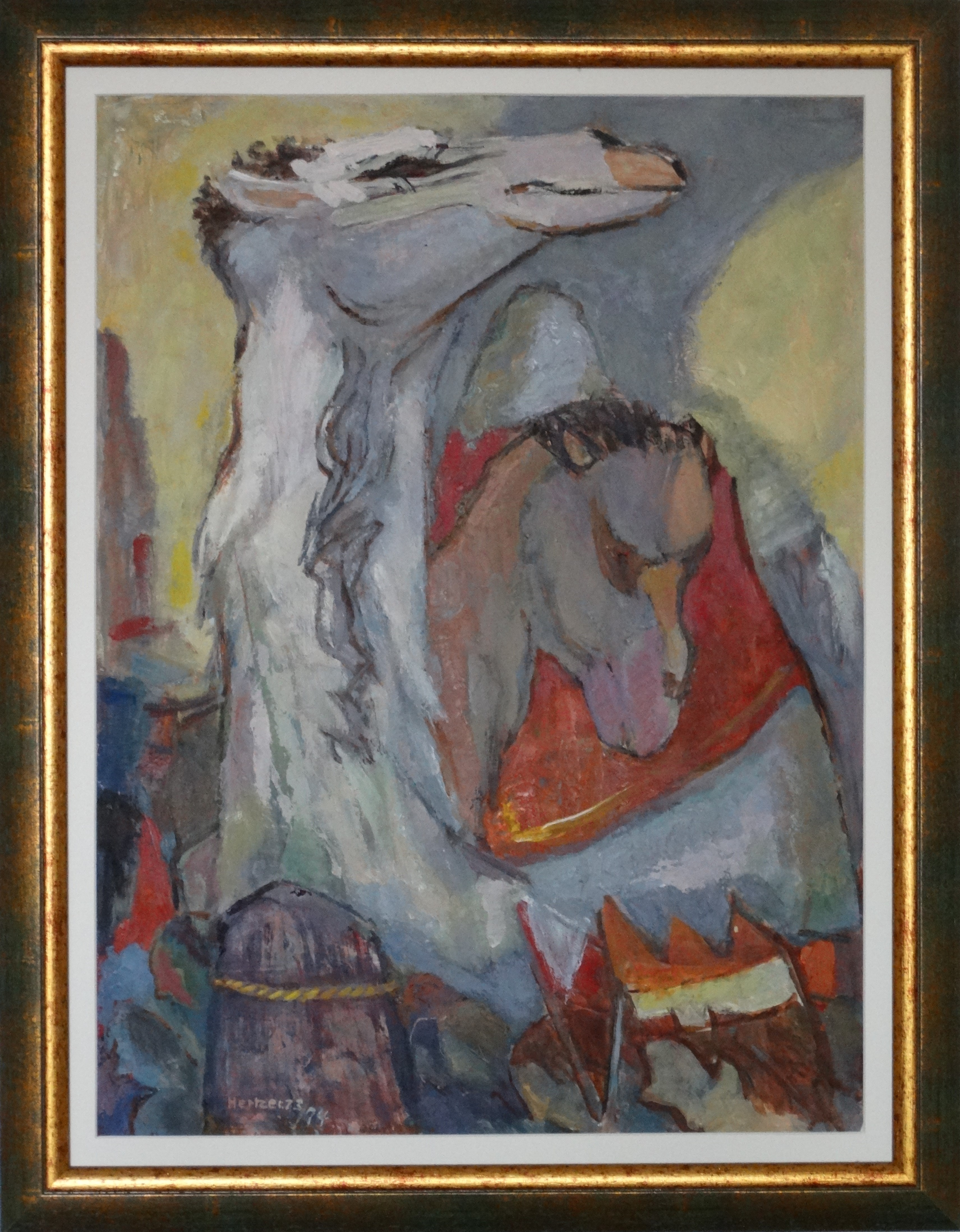
"Camello Blanco", pintura al óleo. 1974
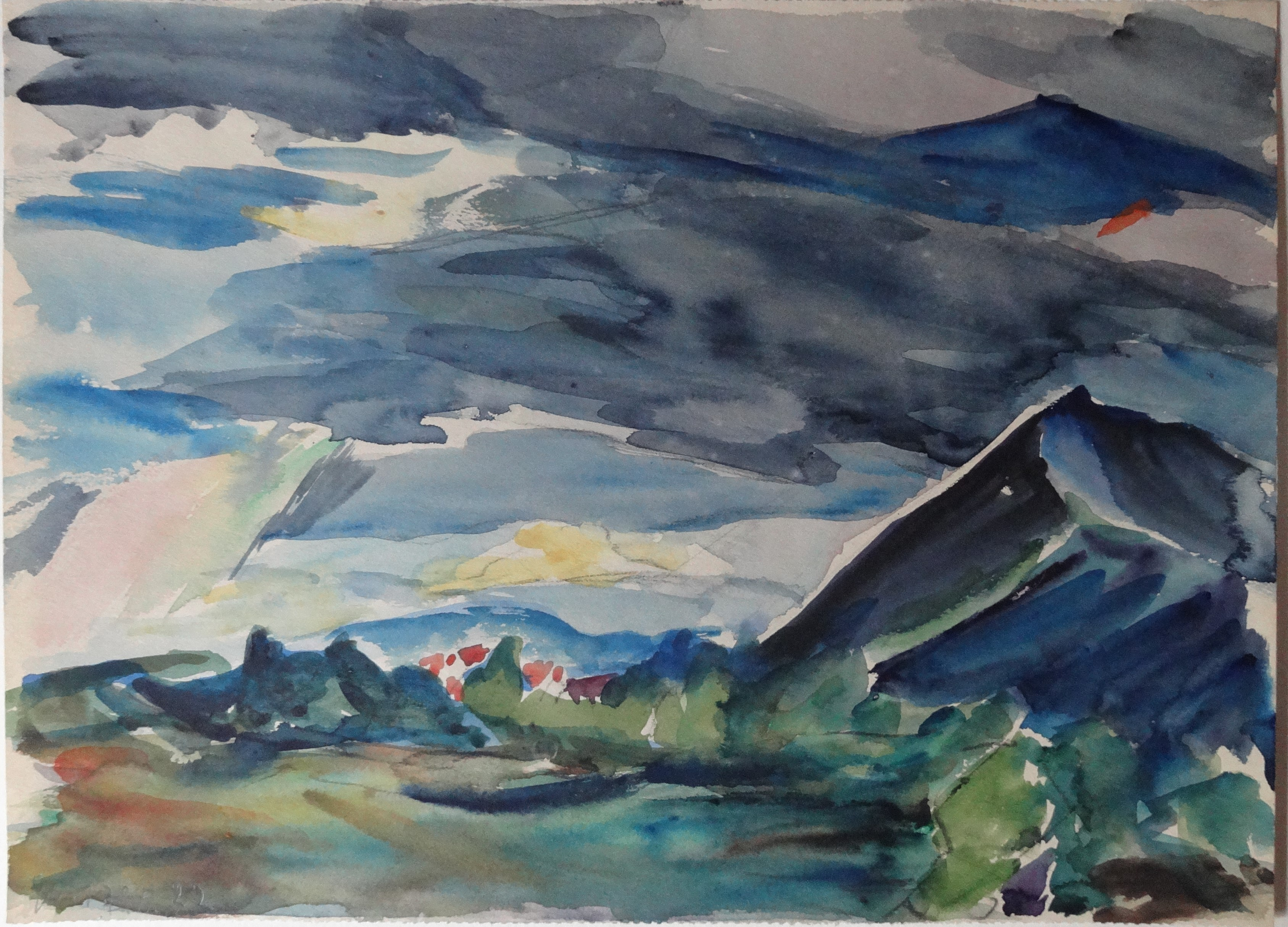
Atmósfera de tormenta sobre Füssen. 1922
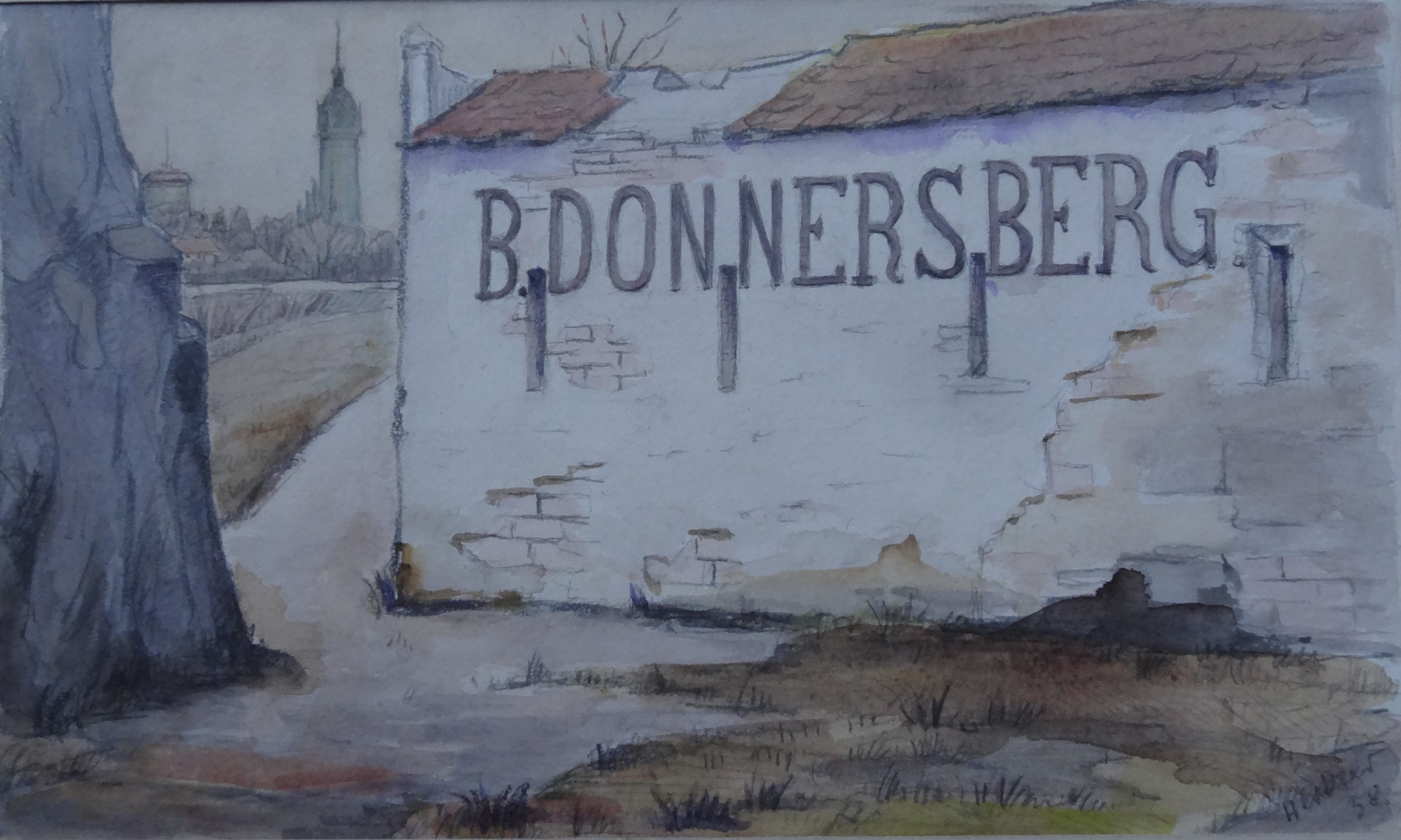
Antigua muralla de la ciudad Bastión de Donnersberg en Wittenberg. 1938

## Exposiciones
- Else Hertzer & Brun-Stiller, Jardín Inglés, Berlín, 1962
- Else Hertzer, Casa de la Iglesia, Berlín, 1969
- Else Hertzer en su 90 cumpleaños Cumpleaños: Pinturas, dibujos, acuarelas, grabados, Jardín Inglés de Berlín, 1966, 1970 y 17. 15 de junio. julio de 1975
- La obra póstuma de 70 años, casa en Lützowplatz Berlín, 1979
- Fläming cerca de Wittenberg, Treinta obras originales de los años 1907 a 1951, Sala histórica de la Casa Simonetti, Coswig (Anhalt), 2016
- Lutero y las vacas. 20 cuadros de la artista de vanguardia Else Hertzer, Vlora-Café, Wittenberg, 2017
- “Else Hertzer” – Imágenes de Fläming, café Agnes Neuhaus, Berlín-Niederschönhausen, 9 de junio de 2017-2015. julio de 2017
- Retrospectiva "Else Hertzer. The Versatile. Wittenberg. Berlin. Buttstädt. Paris", Kunsthaus Apolda, 30 de junio al 1 de septiembre de 2019[8][9] (Consultado el 13 de julio de 2019)
- "Else Hertzer. Carpeta de guerra 1945", Museo de las Colecciones Municipales en la Armería, Lutherstadt Wittenberg, 2019[10]
- Redescubierta: Else Hertzer (1884–1978) - Acuarelas y dibujos de Füssen, los Alpes, Wittenberg y Berlín, Museo de la ciudad de Füssen, 20 de junio de 2020 al 6 de septiembre de 2020[11]

## Participación en exposiciones (selección)
- Exposición gráfica de los alumnos de Ernst Neumann, 1913
- Secesión de Berlín, 1918 a 1924 y 1932 y 1933
- Exposición de arte sin jurado Berlín, 1925 y 1927
- El pintor y escultor alemán, Kunstpalast Düsseldorf, 1936
- Exposición general de arte alemán, Dresde, 1946
- Bellas Artes, Lutherstadt Wittenberg, 1946
- Exposición estatal de arte de Sajonia-Anhalt, Halle/Saale, 1949
- Exposición de arte Winter Pictures, Berlín-Tiergarten, 1949
- Exposiciones de la Asociación de Artistas de Berlín, 1958 a 1978
- 100 años de la Asociación de Artistas de Berlín, Charlottenburg, 1967
- Exposiciones anuales GEDOK, Berlín, 1970 a 1977
- Artista berlinés en Lidice/Bohemia, 1971
- La participación de las mujeres en el arte de los años 20, Galería Pels-Leusden, Berlín, 1977
- Exposición de arte de Berlín, Galerie am Buschgraben, Berlín-Zehlendorf, 1978
- Galería Municipal Castillo de Oberhausen, 1988
- Profesión sin tradición. 125 años de VdBK, Martin-Gropius-Bau, Berlín, 1992
- Sigue la secuela. 150 años de la Asociación de Artistas de Berlín, Fundación Camaro 26 de noviembre de 2016-24. marzo de 2017
- Tres tazas y una muñeca japonesa. Mujeres artistas en diálogo, The Hidden Museum, Berlín, 27 de abril de 2017–6. agosto de 2017
- Decálogo – Un espacio de asociación IX – X, Galería Guardini, Berlín, 10 de mayo de 2017–31. Octubre 2017